# Raumordnungspolitischer Orientierungsrahmen
Der Raumordnungspolitischer Orientierungsrahmen (ORA) gab bis zu seiner Ersetzung durch die Leitbilder und Handlungsstrategien für die Raumentwicklung in Deutschland Leitbilder und Strategien der räumlichen Entwicklung für Entscheidungsträger in Bund, Ländern und Gemeinden vor (§18 Abs. 1 ROG a.F.).
Die Bundesraumordnung konnte nach dem Raumordnungsgesetz bundesweite Leitbilder zur räumlichen Entwicklung des Bundesgebietes erarbeiten.
Eine solche konzeptionelle Grundlage stellte der Raumordnungspolitische Orientierungsrahmen von 1993 dar, den die Bundesraumordnung unter Mitwirkung der Länder erarbeitet hatte. Hintergrund für die Entwicklung des ORA waren die neuen Rahmenbedingungen, denen sich die Bundesraumordnung nach der Wiedervereinigung stellen musste. Auch die Entwicklungen in Osteuropa und ihre räumlichen Auswirkung auf Deutschland wurden bei der Entwicklung der Leitbilder berücksichtigt.
Die fünf Leitbilder des ORA für die räumliche Entwicklung sind „Siedlungsstruktur“, „Umwelt und Raumnutzung“, „Verkehr“, „Europa“ und „Ordnen und Entwickeln“. Zu jedem der genannten Leitbilder stellt der ORA Strategien für Gesamtdeutschland dar. Die Konkretisierung des ORA erfolgte 1995 im raumordnungspolitischen Handlungsrahmen (HARA).
Siehe auch: Raumplanung